# 実験
実験（じっけん、英語: experiment）とは、発見をする、仮説を検証する、あるいは既知の事実を実証するために行われる科学的な手順。未知の効果または法則を発見するため、あるいは仮説を試したり仮説を作りだしたりするため、既知の法則を説明するために、制御された条件下で実行される操作、または手順。

## 概要
板倉聖宣（科学史、教育学、理科教育史の専門家。1930年 - 2018年）は、実験について（抽象的ではあるが）次のように説明した。
実験という活動と実験ではない活動を分ける要素：「予想」と「目的意識」
また板倉聖宣は実験という活動と実験ではない活動の線引きについて次のように説明した。
そして板倉聖宣は観察と実験の関係（異なる部分と重なる部分）を次のように説明した。
また板倉聖宣は「実践」と「実験」の関係（違う部分、重なる部分）について次のように説明した。

## 実験と仮説
板倉聖宣によると、かつては科学論や科学教育論では、しばしば「実験以前に予想（仮説）を持つことは、実験（観察）事実をゆがめて見てしまうから、実験以前に予想を持つべきではない」と言われたことがあった、という。しかし板倉聖宣によると、これは認識の成立過程について誤った考え方から来ているのだという。対象を積極的に知ろうとする意欲がなければ、たとえ眼前である種の自然現象が行われようとそれは実験ではないし、その自然現象の事実は無視されて注目をよばないことになる。学校での生徒実験ではしばしばそのような現象が見られる、と板倉聖宣は言う。
板倉聖宣によると、先入観は当事者に検証の必要性を感じさせない独断的に考えられているものであるが、偶然にその先入観と反するような事象に出会えば、その先入観が意識され、否定されることによって正しい認識が実現されうる。従って予想と先入観の境界は流動的である、という。

## 実験と法則
板倉聖宣によると、もともと有限の事実から無限の事象に適用できる法則を一度に一義的に導き出すことは困難なことである。既に知られている事実がいかに多くとも、別の解釈の可能性がそこには残っている。そこで科学の進歩は「事実→理論」と進むものではなく、「仮説→実験（事実）→仮説→実験（事実）」の繰り返しの形でのみ進歩していく、と板倉聖宣は説明した。
『従って最初に一連の事実を示して、その事実から一つの理論を引き出すというような帰納的方法では、いかに最初に示された事実が典型的なものであろうと、それをどう解釈するかは一義的には決まらない。従って、教科書や教師が「これらの実験（事実）から○○のことが分かる」というのは実験を盾としながらひどい押しつけを行っていることになり、子どもたちの心の中になんとなく納得のいかないものを残すのは当然である』と板倉聖宣は指摘した。

## 対照実験
厳密な意味での実験では、比較のための対照実験（コントロール実験）が行われる。これは観察対象とする現象にある要因が影響するという仮説を実験で検証する際に、その要因だけを変え、それ以外の条件を同じにする実験をいう（対象 と対照 を間違えないように注意）。現象が起こらない対照を陰性対照、現象が起こることがすでにわかっている対照を陽性対照という。また、ある数値データが得られることがすでにわかっている条件に設定する実験を標準といい、これも対照実験の一種である。例えば吸光度から目的とする物質の濃度を求める場合など、得られた数値データから条件を逆算するには、条件と標準データとの関係をグラフ化した標準曲線（検量線）が用いられる。対照実験は、微妙な条件が実験ごとに異なる可能性があるため、可能であれば主実験と同時に行うことも多い（対照群とか対照区とか呼ばれる）。また直接的な対照が置かれない実験でも、例えば同種の実験を従来多数行っていればそれらの結果と比較するのが普通であり、このような従来の実験結果を背景（バックグラウンド）データという。対照実験が不可能な場合（例えば生命に係るような医学的処置、あるいは条件の設定が困難な自然現象や社会現象を調べる場合）もあるが、この場合にも対照の代わりに比較できるようなデータを得る工夫が必要である。

## 実験計画
物理学や化学の実験では条件を一定に設定して実験するのが普通だが、生物学などでは（対象によるが）条件設定がより困難であり、社会科学などではさらに困難となる。従って実験の計画に当たっては、物理学や化学などでは条件を設定して再現性を確認することに主眼が置かれ、医学や社会科学などでは統計学的方法によってバラツキを減らすことに主眼が置かれる。効率のよい実験を行うための応用統計学的方法として実験計画法があり、これは生物学、医学、社会科学、工学などに利用されている。

## 物理実験
理論的予想を検証するため、新しい物理法則を見つけ出すため、或いは既存の実験の精度を高め再現性を確認するために行われる実験。なお、学生実験は大規模で形式的な追実験の一種である。

## 化学実験
化学の分野における実験とは、主として新規物質の合成、新しい化学反応の探索、化学構造や物性の解析、などを目的とする。化学実験のステレオタイプであるような、白衣姿で試薬とフラスコを駆使する、という実験は合成を行うときのみであり、近年ではコンピュータ制御の大型測定装置による機器分析も分野を問わず頻繁に行われる。また、理論化学や計算化学などの分野では全く実験をせずに、計算のみで化学的な性質の議論が行われる。

## 仮想実験
実際に実験ができないものについて（または実際の実験結果と比較するために）、架空で実験をしてみるというもの。そのためには対象物の性質に関する情報が必要であり、これが間違っていれば大きな誤差を生じるであろう。近年ではコンピュータを使うことで細部の計算を精密にすることで現実に近い結果を求めることが試されている。
- 思考実験
- 計算機実験（計算機によるシミュレーション）

## 自然実験
「統計的因果推論」も参照
人類史や、自然史のような繰り返すことができない「歴史」の結果を、後から観察し、自然に発生した歴史がどのように異なる結果を生んだかについて、比較検討する場合に、「自然実験」という用語が用いられる。医学、社会科学等の分野において、統計的因果推論と呼ばれる統計的帰納法に関する理論的な精緻化がすすんだことで2000年代以後、自然実験をベースとした社会科学論文が爆発的に増大した。

## 生物学において
生物学は特にその初期において、その起源を博物学におき、主として記載的な学問と考えられてきた。そのため、観察は重要な手法であったが、実験についてはそれをどのように行えばいいかすらわからなかった。物理化学の対象に比べ、生物の性質そのものが複雑でありすぎたためかも知れない。ファン・ヘルモントによるネズミの自然発生の証明と植物の生長が土壌の吸収によらないことの証明との共存がそのあたりを物語るとも言える。
しかし次第に生物に関する細部の知識が増えるに連れ、様々な実験が行われるようになった。たとえば発生学では記載と群間の比較に始まり、19世紀末に実験発生学が行われるようになった。メンデルは19世紀半ばに遺伝の実験を行い、遺伝法則を発見したが、当時の生物学はこれを受け入れず、それが理解されるようになったのはやはり19世紀末である。遺伝学ではそれ以前からも交配実験が行われたが、そもそもその結果を解釈するための手法や、理解するための細部の知識が存在しなかったためにその結果が利用できなかったものと考えられる。なお、自然発生説については、例外的に先述のファン・ヘルモント以降、19世紀半ばにパスツールによって結論が出るまで、長く実験に基づく論争が繰り返された。これは、重要な問題ではありながら、ある意味で生命現象の細部の理解が必要ないわかりやすい現象であったためであろう。
生物学においては、その構成が物理化学的な対象である分子や原子であり、少なくとも細部においてはその性質に基づいて理解されるべきであるが、その間の乖離があまりに大きい。これはその対象にも、その現象の背景にも言えることである。したがって、そのような対象に関する実験を行う場合、それを試験管に取り出して実験を行って得られた結果が、その生物に於いて実際にあり得るとは限らない場合もある。そこで、その実験がどの条件で行われたかを以下のように言い表す。それぞれの意味は、対象や分野によってやや異なる。
- in vitro（インビトロ）：生体外・細胞内や生体内を試験管など人工容器に取り出して再現する。
- in vivo（インビボ）：生体内、生きた細胞の中で実験する。
- in situ（インサイチュー）：生きた生物のそれが本来あるべき場所、あるいはその場の細胞内で実験する。

## 工学について
工学においては、規範的実験と設計的実験とに分類できる。
- 規範的実験とは、理論と原理を検証し、知識を理解・定着させ、基本的な実験操作技能や厳密で着実な作業態度を育成することを目的にしている。
- 設計的実験とは、学生の実験設計能力や問題解決能力の育成を重視している。

## 日本における実験概念と「実験」という言葉の歴史
- 明治以前

1. 936年の藤原師輔（そうすけ）『九歴』や1130年の藤原宗忠『中右記』に「実験」の用例があり、「ある事物が本当かどうかを調べ確かめること」の意で、experimentの本来の意味と同じである[11]。
2. 日本の科学者で初めて「実験」という言葉を用いたのは天文学者の麻田剛立（1734-99）で、1775年の書簡や『実験録推歩法』(1786年)で使っている[12]。
3. 医学や蘭学者では、杉田玄白の『形影夜話』（1810年）で「実験」が初見だが、その後は実験と共に「試験」が用いられるようになる[12]。
4. 幕末の物理・化学関係者では「試験」の方が多く使われた[12]。

- 明治以後

1. 1869年に三崎嘯輔がexperimence,observationを「実験」、experimentを「試験」と訳す。西周が1870年にexperimentを「試験」、observationを「実験」と訳して以後、それが一般的になる[12]。
2. 文部省は1872年の学制で学業試験を「試業」と呼んだ。そして科学実験のことを1881年に「実地試験」、1891年に「試験」と呼んで、experimentを「試験」と確定した。その頃の東京大学の規則類では「実験」は「実習」または「実地試験」の意味で用いられた[12]。
3. 1886年に東京帝国大学改組に伴い、学科課程の中で「物理学実験」「化学実験」が用いられ、講義とは別の時間で「実験」があてられた。このときの「実験」は「実習」と「実地試験」と「試験」の意味を併せ持っていた[13]。
4. 1887年の和久正辰の『理科教授法』でexperimentを初めて「実験」と訳した。その後「実験」の訳語が増え、1900年の「小学校令施行規則」で「実験」の訳語が決定的となった[13]。

## 哲学的背景
物理学ひいては科学全体の営みの中で、実験という行為は非常に重要な意味を持っており、そのため哲学においてもしばしばその意味や役割が議論される。そういった議論は哲学の中の、科学哲学（科学の意味や正当性について議論する哲学の一分科）において行われる。例えば科学哲学の世界の有名な主張であるポパーの反証主義は、実験に最重要の位置づけを与えており、「反証可能性」（実験によって否定される可能性）を持たない理論は科学理論とは言えない、と主張する。この反証可能性の概念は科学者の間では有名なものであり、疑似科学を批判するさいに今でも良く引き合いに出される。その他、実験という行為の意味付けや、その理論的バックボーンについてなどの様々な議論も、もっぱら科学哲学を中心に行われている。

## 教育の場で
初等・中等の学校教育の場では、理科の実験はそれなりに重視されている。理科の内容を理解するためには、実物に触れるのは大事なことであり、また、様々な実験において、対象物が時に意外な変化をするのは、子どもにとっても大きな驚きの体験となる。
ただし、実験は場所や準備の時間など、労力が大きいこと、それに知識の伝授という立場からは効率がよくない点など、一部では煙たがられる。また、機材などを多く要することから、その整備も重要である。日本では理科教育振興法によってこれが推進されている。
またこれらの実験・観察の多くは目的意識のない活動にとどまっており、実験ではなく、教師の指示通りに手を動かす作業でしかないことが多く、主体的な活動とはなっていない。そういった従来の理科教育の失敗を克服した形で発展させたものに「仮説実験授業」がある。
高等教育の専門分野においても、実験は重要である。ここでは知識と体験の伝授と同時に、自ら新しい実験を行えるような実験技術の習得が求められる。